# Alfred Kittner
Alfred Kittner (n. 24 noiembrie 1906 în Cernăuți, Bucovina – d. 14 august 1991 în Düsseldorf, Germania) a fost un scriitor și poet, de limba germană care s-a născut într-o familie de evrei.

## Biografie
Alfred Kittner își trăgea obârșia artistică din cercul cultural al evreilor de cultură preponderent germană din Cernăuți, din care făceau parte și Paul Celan, Rose Ausländer, Moses Rosenkranz, Alfred Margul-Sperber, Zelma Meerbaum, Immanuel Weissglas, David Goldfeld, Alfred Gong, și alți poeți de renume.
La începutul Primului Război Mondial, în 1914, a fugit de frica invaziei rusești din Cernăuți la Viena, dar a revenit în 1918. Timp de doi ani și-a îndeplinit serviciul militar în armata română.
În 1931 a plecat să urmeze studii de germanistică în Wrocław, pe care le-a întrerupt din motive materiale și a revenit la Cernăuți.
Până la izbucnirea celui de-al Doilea Război Mondial, Kittner a lucrat ca funcționar de bancă, traducător și redactor la ziarul "Der Tag" din Cernăuți. În această perioadă a publicat poeme în germană, care au fost bine primite de autori ca Felix Braun, Max Herman-Niesse și alții. După ocuparea Bucovinei de trupele sovietice (1940), și apoi de cele românești și germane (1941), Alfred Kittner a fost trimis întâi în ghetou și apoi, în 1942, a fost deportat în Transnistria unde a fost internat în diferite lagăre. A fost trimis într-un lagăr de muncă forțată într-o carieră de piatră, de unde a putut scăpa la venirea Armatei Roșii, întorcându-se la Cernăuți.
În 1945, Kittner s-a mutat la București unde a lucrat ca bibliotecar la ARLUS, o societate de relații culturale între România și Uniunea Sovietică. În anii post-belici, Kittner a fost activ ca traducător, crainic și scriitor.
În 1958, Kittner intrase în vizorul Securității care era interesată să afle amănunte despre scriitorii Alfred Margul Sperber și Oscar Walter Cisek (1897-1966), mai târziu și despre Paul Schuster (1933-2004), Dieter Schlesak și Petre Stoica (1931-2009). Atunci Kittner a semnat un angajament, devenind colaborator neoficial al Securității primind numele conspirativ „Leopold Ludwig“ (mai târziu: „Lalu“ și „Karol“ sau „Karol Andrei“). Într-un documentar transmis de postul de radio "Deutsche Welle" se precizează că: Alfred "Kittner a încercat în toți acești ani să se sustragă întâlnirilor, însă fără prea mare succes. În 1977, Securitatea renunță la serviciile sale, însă fără să-i comunice această decizie. În același an este reactivat de către Gheorghe Preoteasa, un ofițer din cadrul Direcției I, care s-a ocupat de minoritatea germană din România. În ultimă instanță, Kittner s-a decis să se adreseze în scris Securității, amenințând că dacă nu îl lasă în pace se va sinucide. Vă rog insistent să nu mă forțați să fac un pas necugetat. Sînt hotărît să mă sinucid, să mă arunc de la fereastră sau să mă înec dacă continuați cu propunerile Dvs., scrie Kittner. Într-un scurt referat, datat 31 ianuarie 1979, se menționează că scriitorul fusese abandonat." 
În 2010, Dieter Schlesak a descoperit în dosarul său note informative semnate de numeroși prieteni, între care Alfred Kittner și Oskar Pastior.
După decesul  soției sale (1980) a emigrat în Germania. S-a stabilit la Düsseldorf, unde și-a petrecut restul vieții.

## Distincții
- Ordinul „Meritul Cultural” clasa I (1977) „în semn de prețuire a întregii activități creatoare în domeniul artei și literaturii și contribuției aduse la viața cultural-artistică, cu prilejul împlinirii vîrstei de 70 de ani”[7]

## Opera literară
- Schattenschrift – Gedichte 1925–1987, 1988 ISBN 3-89086-966-1
- Erinnerungen 1906–1991, 1996. ISBN 3-89086-873-8
- Der Wolkenreiter – Gedichte 1925–1945, (1938) 2004. ISBN 3-89086-699-9
- Hungermarsch und Stacheldraht. Verse von Trotz und Zuversicht (Marșul foamei și sîrmă ghimpată. Versuri despre încăpățînare și nădejde), ESPLA, București, 1956
- Wahrheitsspiel – Gedichte 1945–1991, 2005. ISBN 3-89086-819-3

## Corespondență
- Helmut Braun (editor): Alfred Kittner. Briefe mit Rose Ausländer (Alfred Kittner. Corespondență cu Rose Ausländer), editura  Rimbaud, Aachen, 2006. ISBN 9783890865812 ; ISBN 3-89086-581-X.

## Antologii
- Blaueule Leid. Bukowina 1940–1944 Editat de Bernhard Albers, ISBN 3-89086-806-1

## Traduceri
- Zaharia Stancu, Spiel mit dem Tode (Jocul cu moartea), Buchverlag der Morgen, Berlin, 1963; reeditată în 1966 de editura Volk und Welt din Berlin
- Zaharia Stancu, Die Tochter des Tataren, Buchverlag der Morgen, Berlin, 1964;
- Zaharia Stancu, Wie sehr hab ich dich geliebt, Dacia, Cluj, 1970.